# Róra
Róra (románul Rora, németül Rohrau) falu Romániában, Maros megyében. Közigazgatásilag Segesvárhoz tartozik.

## Fekvése
A falu Segesvártól 3 km-re nyugatra, Maros megye déli részén helyezkedik el, a Nagy-Küküllő bal partján.

## Története
Közigazgatásilag az 1960-as években vált külön Segesvártól. 1966-ban 207 lakosa volt. 2002-ben 212 lakosa volt, ebből 186 román, 21 roma, 4 magyar és 1 német nemzetiségű.